# Lac Bonneville
Cet article concerne le lac préhistorique. Pour l'actuel lac artificiel, voir Lac Bonneville (Oregon). Pour les autres significations, voir Bonneville.
Le lac Bonneville est un lac proglaciaire préhistorique du Pléistocène, dont la surface s'est progressivement réduite par évaporation et dont le Grand Lac Salé ne constitue qu'un vestige. Il est situé aux États-Unis, dans la région du Grand Bassin, sur les territoires actuels de l'Utah, de l'Idaho et du Nevada.

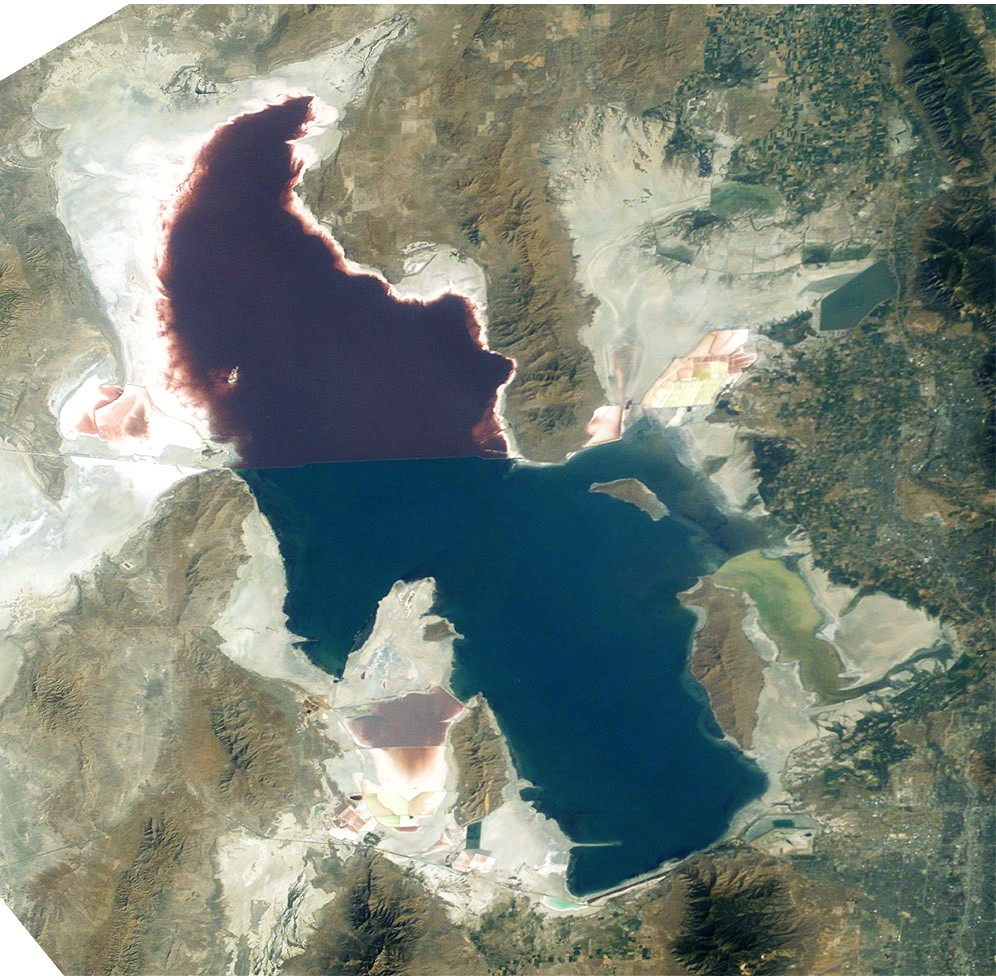
Image satellite du Grand Lac Salé, vestige du Lac Bonneville.

## Formation
Formé il y a environ 32 000 ans, il disparut il y a 16 000 ans en raison de changements climatiques. Il avait une profondeur de 305 mètres et une superficie de 51 000 km2.
Le géologue américain Grove Karl Gilbert (1843-1918) publia en 1890 une étude détaillée du Lac Bonneville qu'il nomma en l'honneur du capitaine français Benjamin Louis Eulalie de Bonneville (1796-1878), qui avait minutieusement exploré la région.
Il ne reste plus à l'heure actuelle que ses vestiges : le Grand Lac Salé, le lac Utah, le lac Sevier, le lac Rush et le Petit Lac Salé, ainsi que plusieurs plaines de sel dont la plus vaste est le Bonneville Salt Flats.

Lac Bonneville
Ensemble des lacs formés durant la période pluviale (17000 av J.-C.).
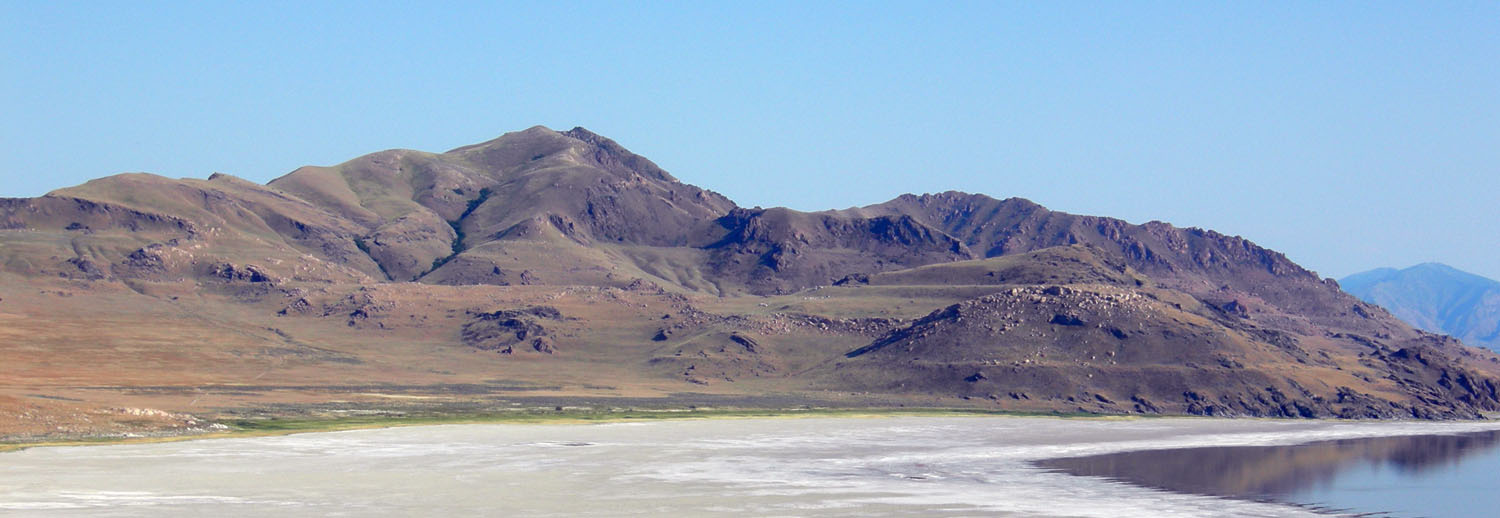
Platiers du Lac Bonneville sur Antelope Island (Grand Lac Salé), Utah.